# Подгайці-Подравські
45°44′ пн. ш. 18°16′ сх. д. / 45.73° пн. ш. 18.26° сх. д.
Подгайці-Подравські (хорв. Podgajci Podravski) — населений пункт у Хорватії, в Осієцько-Баранській жупанії у складі міста Доній Михоляць.

## Населення
Населення за даними перепису 2011 року становило 651 осіб.
Динаміка чисельності населення поселення:

## Клімат
Середня річна температура становить 11,06 °C, середня максимальна – 25,42 °C, а середня мінімальна – -6,14 °C. Середня річна кількість опадів – 642 мм.
| Клімат поселення                              | Клімат поселення | Клімат поселення | Клімат поселення | Клімат поселення | Клімат поселення | Клімат поселення | Клімат поселення | Клімат поселення | Клімат поселення | Клімат поселення | Клімат поселення | Клімат поселення | Клімат поселення |
| Показник                                      | Січ.             | Лют.             | Бер.             | Квіт.            | Трав.            | Черв.            | Лип.             | Серп.            | Вер.             | Жовт.            | Лист.            | Груд.            |                  |
| Середній максимум, °C                         | 5,64             | 7,88             | 12,56            | 17,20            | 22,34            | 25,42            | 25,24            | 24,80            | 20,56            | 15,16            | 9,18             | 5,18             |                  |
| Середня температура, °C                       | −0,25            | 2,00             | 6,70             | 11,30            | 16,46            | 19,54            | 21,39            | 20,95            | 16,70            | 11,30            | 5,31             | 1,31             |                  |
| Середній мінімум, °C                          | −6,14            | −3,9             | 0,78             | 5,42             | 10,57            | 13,65            | 17,54            | 17,11            | 12,86            | 7,45             | 1,47             | −2,53            |                  |
| Норма опадів, мм                              | 39               | 35               | 38               | 50               | 61               | 82               | 61               | 60               | 51               | 54               | 62               | 49               |                  |
| Середньомісячна швидкість вітру, м/с          | 2.40             | 2.60             | 2.90             | 2.80             | 2.50             | 2.30             | 2.20             | 2.01             | 2.03             | 2.13             | 2.30             | 2.42             |                  |
| Середньомісячна сонячна радіація, кДж/м²·день | 4163             | 6892             | 10776            | 15395            | 19383            | 21649            | 22256            | 20212            | 14867            | 9180             | 4690             | 3434             |                  |
| --------------------------------------------- | ---------------- | ---------------- | ---------------- | ---------------- | ---------------- | ---------------- | ---------------- | ---------------- | ---------------- | ---------------- | ---------------- | ---------------- | ---------------- |
| Джерело:                                      |                  |                  |                  |                  |                  |                  |                  |                  |                  |                  |                  |                  |                  |